# Pedro Lascuráin
Pedro José Domingo de la Calzada Manuel María Lascuráin Paredes (Rancho La Romita, Ciudad de México; 8 de mayo de 1856 - Ciudad de México, 21 de julio de 1952) fue un abogado y político mexicano que se desempeñó como presidente de México durante 45 minutos el 19 de febrero de 1913, tras la forzada firma de renuncia de Francisco I. Madero.

## Primeros años y carrera
Nació en el Rancho la Romita (hoy Colonia Roma), Ciudad de México, el 8 de mayo de 1856, procedente de una familia de origen vasco por línea materna, establecida en México a principios del siglo XIX. Era nieto del general Mariano Paredes y Arrillaga quien fuera presidente interino de México por un breve periodo en 1846. Su padre era un próspero comerciante veracruzano quien se casó en Ciudad de México con Ángela Paredes, hija del general.
Su formación fue como las clases acomodadas de su tiempo primordialmente católica. Inició sus estudios de derecho en el Seminario Conciliar concluyéndolos posteriormente en la Escuela Nacional de Jurisprudencia, obteniendo el título de abogado en 1880.
Fue miembro del Ayuntamiento de Ciudad de México, secretario de Relaciones Exteriores en dos ocasiones en el transcurso del gobierno de Francisco I. Madero; del 10 de abril al 4 de diciembre de 1912, y del 15 de enero al 19 de febrero de 1913 y rector de la Escuela Libre de Derecho de 1930 a 1933.

## Periodo de gobierno
El 19 de febrero de 1913, después de que Madero y Pino Suárez presentaran sus renuncias tras las presiones de Victoriano Huerta, ocupó interinamente el cargo de presidente de México, conforme se establecía en la Constitución de 1857: que el ministro de Relaciones Exteriores ocupará la presidencia de la República cuando faltaran el presidente y el vicepresidente. Su mandato duró tan solo cuarenta y cinco minutos, de las 17:15 a las 18:00 horas de ese mismo día.
Por otro lado, pese a que aconsejó al presidente Francisco I. Madero que dejase el cargo para guardar su vida, este fue asesinado junto al vicepresidente José María Pino Suárez por el general Victoriano Huerta. Tras ser arrestados en el Palacio Nacional, hicieron llegar sus dimisiones al Congreso por medio de Lascuráin. Luego de entregar la renuncia, se negó a presenciar la ejecución de la sentencia aduciendo que su religión no le permitía tal cosa.
Sus únicos actos de gobierno fueron tomar protesta y nombrar a Victoriano Huerta secretario de Gobernación, para después presentar su renuncia y que este accediera a la presidencia por mandato constitucional.

## Otros cargos políticos
Su primer empleo fue como secretario de actas en el Ayuntamiento de México; también trabajó en la Secretaría de Relaciones Exteriores durante el gobierno de Porfirio Díaz. Fue rector de la Escuela Libre de Derecho, del colegio de abogados superior de la Ciudad de México, durante 16 años, y publicó extensamente sobre el derecho civil y comercial. Fue escogido para ocupar el cargo de secretario de Relaciones Exteriores durante la presidencia de Francisco I. Madero.
Tras ocupar estos cargos, se retiró al ejercicio privado de su profesión. Falleció en la Ciudad de México el 21 de julio de 1952.